# ستيفن ستريت
ستيفن ستريت (بالإنجليزية: Stephen Street)‏ هو ملحن ومنتج أسطوانات بريطاني، ولد في 29 مارس 1960 في لندن في المملكة المتحدة.

## وصلات خارجية
- الموقع الرسمي
- ستيفن ستريت على موقع IMDb (الإنجليزية)
- ستيفن ستريت على موقع ميوزك برينز (الإنجليزية)
- ستيفن ستريت على موقع أول ميوزيك (الإنجليزية)
- ستيفن ستريت على موقع ديسكوغز (الإنجليزية)